# ヌードモデル
ヌードモデル（英: nude model）は、写真や絵画、彫刻の制作などに協力し、裸体での人体モデルをつとめる職業である。

## アート・モデル

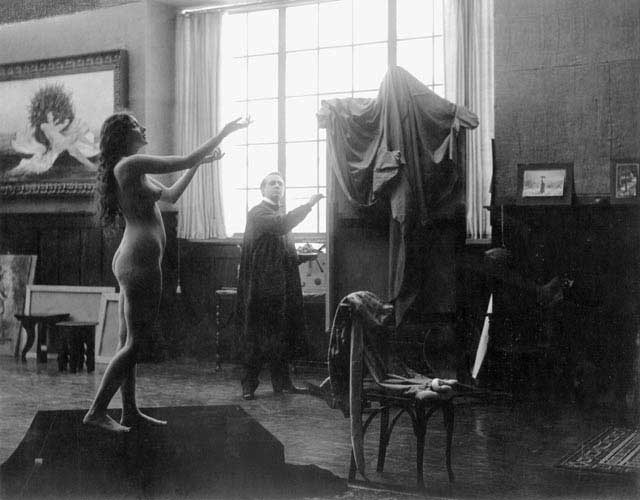
『Inspiration』（1915年）の出演したオードリー・マンソン。トーマス・A・カランと

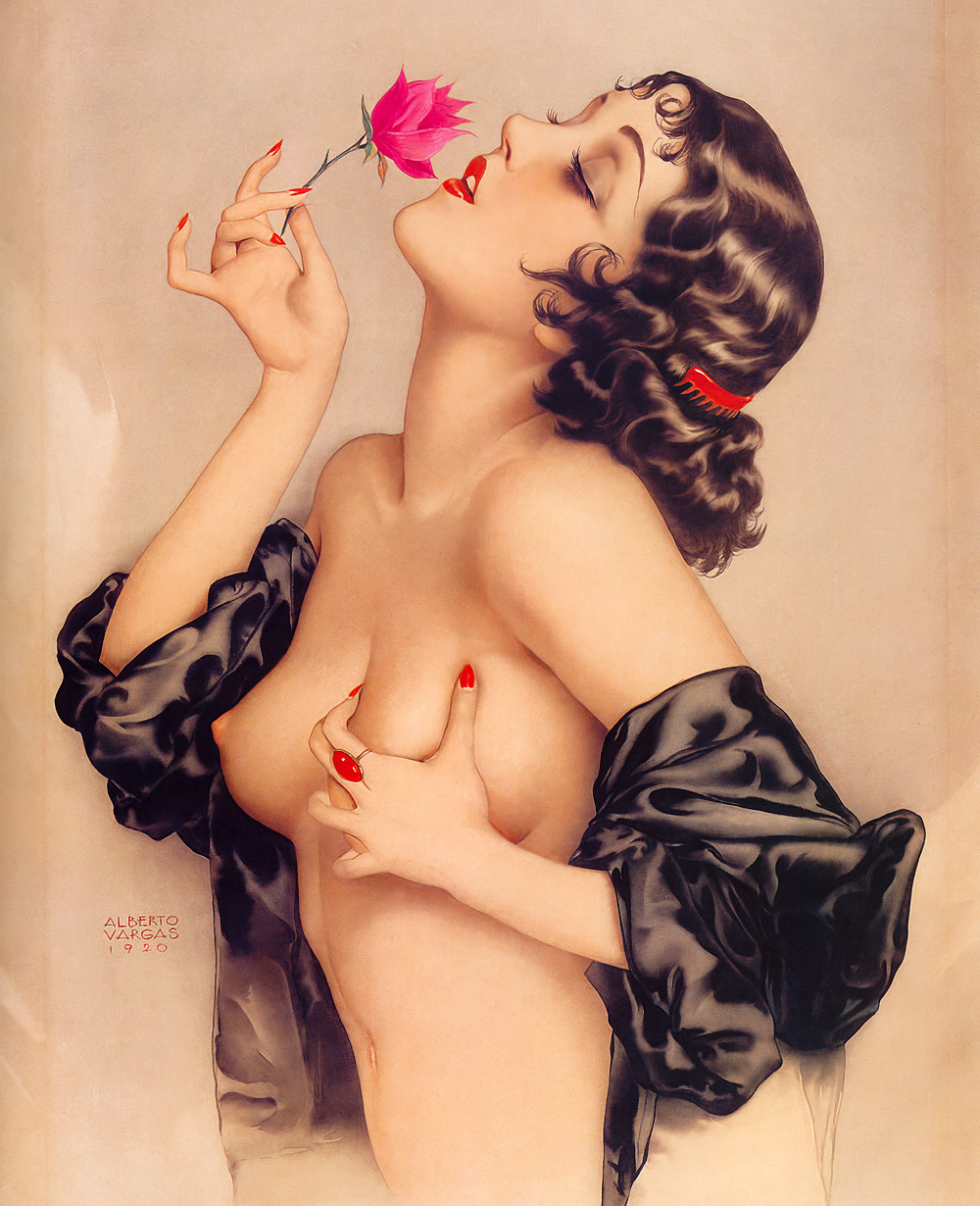
アルベルト・バルガスによるオリーヴ・トーマスの肖像（1920年）

絵画や彫刻、パフォーマンスアートなどの分野では、ヌードモデルが必要とされる場合も多い。この分野ではヌードモデルという直接的な表現は使用せず、「美術モデル」や「アートモデル」という呼び方がされている。
ヌードデッサンは美術学生の鍛錬において重要なプロセスのひとつになることが多く、非常に重要視されている。しかし、各地域の宗教的価値観によっては、環境の確保が極めて困難となる場合もある。

### 世界のモデル
世界のモデルでは、オードリー・マンソン、アリス・プラン（モンパルナスのキキ）、オリーヴ・トーマスらが、特に有名なアートのヌード・モデルである。19世紀のパリでは、数多くのモデルが美術界で活躍していた。ヴィクトリーヌ・ムーランは、いくつかの作品のためにポーズをとった後、エドゥアール・マネのオリンピアのモデルをつとめた。
ジョアンナ・ヒファーナン（1843年頃-1903年）は、アイルランドのアーティストのモデルであり、アメリカの画家ジェームズ・マクニール・ウィスラー、およびフランスの画家ギュスターヴ・クールベとロマンチックなつながりを持ったミューズだった。彼女はウィスラーの「白の交響曲」のモデルであり、クールベの絵画のモデルであるとも噂された。
スザンヌ・ヴァラドンは、ピエール・オーギュスト・ルノワール、アンリ・ロートレックほか複数の有名画家のモデルをつとめた。彼女はルノワールの「風景の中の裸婦」のモデルとして知られている。またヴァラドン自身も画家となり、作品の中にはヌードを題材としたものもある。
ビクトリア朝の絵画様式がイギリスで定着したころ、ライブ・モデル（ヌード）を使った美術研究は、前の世紀よりも制限が厳しくなり、画力のある上級クラスの学生に限定されていった。

### 日本のモデル

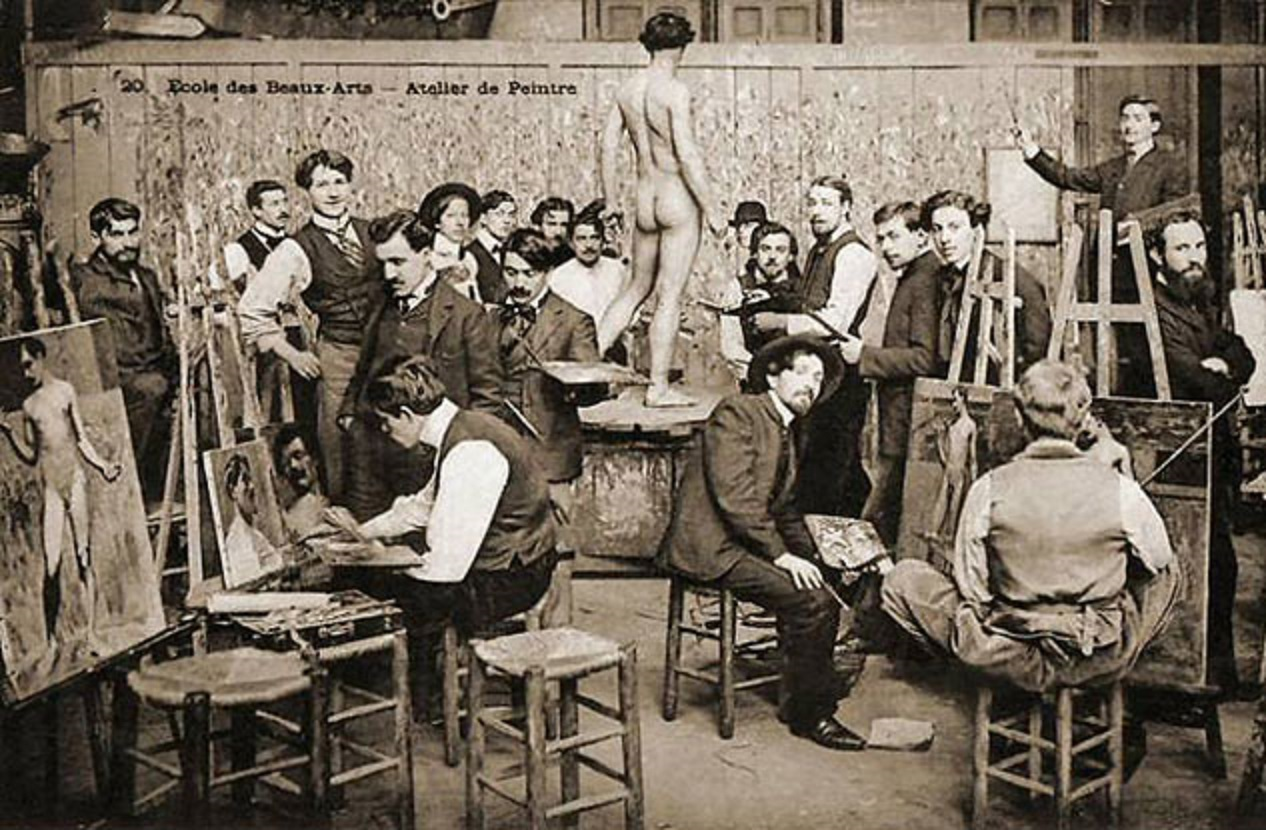
男性絵画モデル（19世紀・フランス）

東京美術学校が黒田清輝が帰国したのを機に西洋画科を開講するも、日本ではヌードモデルが見つからなかった。校長の岡倉天心が学校の喫茶店の従業員にぼやいた際、彼女が志願したのが、日本で初めてのヌードモデル。彼女は後に日本で最初の公認のモデル斡旋所を谷中に開業した。浅尾丁策によれば、この頃のモデル斡旋業は風俗営業として監督されていたという。

## 写真モデル

### 世界のモデル
世界ではマン・レイやヘルムート・ニュートンらがヌード・モデルを使って、アート写真を発表した。ファッション・モデルのケイト・モスやエミリー・ラタコウスキーら、多数の女性がヌードモデルをつとめている。男性雑誌のモデルでは、プレイメイト、ペントハウス・ペット、ハスラーのモデルなどが知られる。

### 日本のモデル
日本の写真業界では単にヌードモデルと言った場合、写真集や雑誌のグラビアなどで、主としてヌード（あるいはヘアヌード）写真を提供するモデルを指す。

1960年代から1970年代にかけてグラビア雑誌が次々創刊し、ピンク映画やポルノ映画に出演するポルノ女優やセクシー女優、アダルトモデルも台頭する。この時代に雑誌でヌードを披露したり、写真集を発表したタレントには、鰐淵晴子、加賀まりこ、中村晃子、高沢順子、カルメン・マキ、ハニー・レーヌ、フラワー・メグらがいた。グラビア写真の世界では、平凡パンチやプレイボーイにヌードグラビアが掲載され、篠山紀信らの活動もあり、徐々にヌードモデルをつとめる女性が増加していった。
2000年代からは、アイドルからのヌードモデル転向も増え、その代表例としてグラビアアイドルの小島可奈子や佐藤寛子、染谷有香やモーニング娘。の福田明日香が挙げられる。また、アダルトビデオに出演する開放的な女性が増えたことにより、ヌードモデルとしても活動する例が増加した。
絵画のポーズ集の他、鍼灸や医学書などの解説書には太田八重子など、実写の女性モデルも多く使われてきた。かつては当局の規制、取り締まりが厳しく陰毛が写った写真は摘発の対象となっていた。このため、1970年代から1980年代にかけて陰毛のない少女ヌード写真集を出版する出版社も多く、少女ヌードモデルも幾人か出現していた。

### 日本の主な女性ヌードモデル
ここでは主に1990年代から2000年代以降にかけて、雑誌や写真集でヌード作品(ヘアヌードもしくはトップレスヌード)を発表したモデルを扱う。
- 天地真理
- 歩りえこ
- 石田えり
- 井上晴美[注 7]
- 梅宮アンナ
- 大谷麻衣
- 緒方友莉奈
- 神楽坂恵[注 8]
- 風野舞子
- かでなれおん
- 金子智美
- 菅野美穂
- 草野綾
- 小島可奈子
- 小柳ルミ子
- 佐々木心音
- さとう珠緒
- 佐藤寛子
- 島田陽子
- 清水楓
- 祥子
- 杉本彩
- 染谷有香
- 高岡早紀
- 高尾美有
- 田畑智子
- 壇蜜
- 永岡怜子
- 西川峰子（仁支川峰子）
- 林葉直子
- 春野恵
- 原千晶[注 9]
- 樋口可南子
- hitomi
- 日南響子
- 平塚千瑛
- 福田明日香
- 辺見マリ
- 細川ふみえ
- 街山みほ
- 松尾嘉代
- 三浦敦子
- 岬愛奈
- 道端アンジェリカ
- 宮沢りえ[注 10]
- 渡辺万美

### 日本の主な男性ヌードモデル
ここでは主に1990年代から2000年代以降にかけて、雑誌や写真集でヌード作品を発表したモデル（俳優・スポーツ選手・ダンサー）を扱う。
この一覧は未完成です。加筆、訂正して下さる協力者を求めています。
- 有馬隼人
- 安藤政信
- 池内博之
- 市川新之助（市川團十郎）
- 及川光博
- 大倉忠義
- 大沢たかお
- 大沢樹生
- 大澄賢也
- 大野拓朗
- オカダ・カズチカ
- 岡田准一
- 岡本光太郎
- GACKT
- 加藤和樹
- 香取慎吾
- 北村一輝
- 桐谷健太
- 窪塚洋介
- 高良健吾
- 西城秀樹
- 斎藤工
- 坂本一生
- 椎名桔平
- ジャルジャル
- 首藤康之
- 城田優
- 鈴木亮平
- 瀬戸春樹
- 竹内涼真
- 武知海青
- 田中圭
- 田中光
- 玉森裕太
- 田村亮
- 中野裕太
- 中村譲
- 永山たかし
- 成宮寛貴
- 西川貴教
- にしきのあきら（錦野旦）
- 羽賀研二
- 萩野崇
- 畑山隆則
- 原田龍二
- 東山紀之
- 増田雄一
- 松坂桃李
- 松田ケイジ
- 三浦知良
- 三上博史
- 宮尾俊太郎
- 向井理
- 村田諒太
- 本木雅弘
- 山下智久
- 山根和馬
- 弓削智久
- 渡辺翔太